# 塔胡尼亚河畔莫拉塔
莫拉塔德塔胡尼亚，是西班牙马德里自治区的一个市镇。总面积45平方公里，总人口5823人（2001年），人口密度129人/平方公里。